# Westchester Flames
Il Westchester Flames è un club calcistico statunitense partecipante al campionato di USL, la terza serie del campionato americano.
Le partite interne della squadra vengono giocate al City Park Stadium di New Rochelle, cittadina poco distante da New York.
Il Westchester è una delle squadre più titolate della PDL, campionato che è riuscito a vincere nel 2001. Il club però non ha sempre militato in questa lega, avendo giocato in Seconda Divisione dal 2002 al 2004.

## Palmarès

### Competizioni nazionali
- United Soccer Leagues Premier Development League: 1

2001

## Organico

### Rosa 2008
| N. |                        | Ruolo | Calciatore         |
| -- | ---------------------- | ----- | ------------------ |
| 89 | Stati Uniti (bandiera) | P     | James Hilaire      |
| 1  | Stati Uniti (bandiera) | P     | Emilio Xikis       |
| 2  | Stati Uniti (bandiera) | D     | Robert Millock     |
| 3  | Stati Uniti (bandiera) | C     | Brian Kuritsky     |
| 4  | Inghilterra (bandiera) | D     | Tom Clements       |
| 5  | Stati Uniti (bandiera) | D     | Luke Sager         |
| 7  | Stati Uniti (bandiera) | D     | Loukas Tasigianis  |
| 8  | Inghilterra (bandiera) | C     | Sam Bailey         |
| 9  | Stati Uniti (bandiera) | A     | Josh Trott         |
| 10 | Stati Uniti (bandiera) | A     | Andre Akpan        |
| 11 | Stati Uniti (bandiera) | C     | Michael Konicoff   |
| 13 | Stati Uniti (bandiera) | C     | Christopher Alesci |

| N. |                        | Ruolo | Calciatore        |
| -- | ---------------------- | ----- | ----------------- |
| 14 | Brasile (bandiera)     | A     | Jose Dos Santos   |
| 15 | Giamaica (bandiera)    | D     | Ezra Prendergast  |
| 16 | Stati Uniti (bandiera) | A     | Julian Escobar    |
| 17 | Stati Uniti (bandiera) | C     | Anthony Ferraro   |
| 18 | Stati Uniti (bandiera) | C     | Christian Camacho |
| 19 | Stati Uniti (bandiera) | C     | Alex Cunliffe     |
| 22 | Stati Uniti (bandiera) | C     | Lamar Chancey     |
| 23 | Stati Uniti (bandiera) | D     | Kevin Gluchowski  |
|    | Stati Uniti (bandiera) | C     | J.J. Jackson      |
|    | Stati Uniti (bandiera) | D     | Richard Martinez  |
|    | Stati Uniti (bandiera) | C     | Kevin Meyer       |